# Győző Forintos
Győző Forintos (Budapest, 30 luglio 1935 – Budapest, 6 dicembre 2018) è stato uno scacchista ungherese, Grande maestro.

## Biografia
Partecipò al suo primo Campionato ungherese nel 1954 all'età di 19 anni, e lo vinse nel 1968.
Ha giocato con la nazionale ungherese in sei Olimpiadi degli scacchi dal 1958 al 1974. Alle olimpiadi di Monaco di Baviera 1958 realizzò l'81% dei punti, vincendo una medaglia d'oro individuale. In seguito vinse anche due argenti e un bronzo di squadra. Partecipò inoltre a diversi campionati europei di scacchi a squadre nazionali ottenendo un secondo posto e tre terzi posti.
Sua figlia Győngyvér, anch'essa una scacchista, è sposata con il grande maestro anglo-francese Anthony Kosten.

## Tornei (parziale)
- 1963:  vince il Torneo di Capodanno di Reggio Emilia 1962/63;
- 1964:  primo a Bordeaux;
- 1969:  pari primo con Stefano Tatai nel torneo B di Monte Carlo;
- 1970:  secondo nel torneo di Wijk aan Zee, dietro a Ulf Andersson;
- 1971:  primo a Baja;
- 1973:  secondo a Vrnjačka Banja;
- 1974:  secondo a Reykjavík dietro a Smyslov, davanti a David Bronštejn;
- 1976:  secondo a Lone Pine dietro a Petrosyan;
- 1978:  secondo a Sarajevo;
- 1979:  terzo nel Capablanca Memorial di Cienfuegos, dietro a Svešnikov e Christiansen;
- 1987:  primo a Perpignano.

## Opere
- (EN) Petroff Defence, McMillan Chess Library, 1992.
- (EN) Easy Guide to 5. Cge2 King's Indian, Everyman Chess, 2000.